# Mezquita Sadna Qasai
La Mezquita Sadna Qasai es una antigua mezquita en estado ruinoso, ubicada en Sirhind, en el estado de Punjab, India. Está catalogada como un monumento protegido por el estado.
La mezquita lleva el nombre de Bhagat Sadhana.

## Historia
Se desconoce la fecha exacta de construcción de la mezquita. Los estudiosos estiman que posiblemente fue edificada hacia el final del reinado del Sultanato de Delhi o al comienzo del período mogol.
Es posible que Humayun haya construido esta mezquita para conmemorar su victoria en la Batalla de Sirhind en 1555.

## Ruinas
Actualmente la mezquita se encuentra en estado ruinoso. Se presentó un litigio de interés público ante el Tribunal Superior de Punjab y Haryana para preservar la mezquita.

## Descripción
La mezquita está dividida en tres alas: una ala central que mide 11.8 por 11.7 metros, flanqueada a cada lado por un ala lateral que mide 14.1 por 6 metros. La fachada cuenta con cinco entradas arqueadas, de las cuales tres conducen al ala central y cada uno de los dos arcos restantes lleva a una de las alas laterales. Una barandilla recorre la parte superior de la fachada, cuya altura hasta la barandilla es de 9.8 metros.
El edificio originalmente tenía cinco cúpulas: una gran cúpula que coronaba el ala central y dos cúpulas pequeñas que remataban cada una de las alas laterales. La gran cúpula se ha derrumbado desde entonces.[6] Frente a la mezquita se encuentra un estanque cuadrado para abluciones.

### Interior
La pared occidental del ala central contiene tres mihrabs. El mihrab central presenta diseños florales pintados, que se consideran una adición posterior. También había una inscripción pintada sobre el nicho, pero actualmente se ha desvanecido. El ala central está conectada a cada una de las alas laterales mediante dos arcos estrechos.
Las alas laterales no contienen mihrabs, lo que podría indicar que solo el ala central servía como sala de oración. Cada una de las alas laterales está dividida en dos secciones, cada una de 6 por 5.7 metros. Cada sección cuenta con un techo abovedado que se eleva sobre pechinas en las esquinas.